# Стритфайтер
«Стритфайтер» (англ. Street Fighter: The Legend of Chun-Li, дословно «Уличный боец: Легенда о Чун-Ли») — художественный фильм 2009 года режиссёра Анджея Бартковяка, третий фильм в жанре боевика, поставленный по мотивам серии компьютерных игр «Street Fighter», в котором рассказывается о приключениях персонажа «Street Fighter» Чун-Ли, которую играет Кристин Кройк, звезда телесериала «Тайны Смолвиля». В фильме снимались: Нил Макдонаф в роли М. Байсона, Крис Клейн в роли Чарли, Майкл Кларк Дункан в роли Балрога и Taboo, вокалист музыкальной группы «The Black Eyed Peas», в роли Веги. На роль Гена первоначально пробовался Рик Юн, но позднее он был заменён Робином Шу, который играл Лю Кана в «Смертельной битве».

## Аннотация
Чун-Ли, владеющая искусством восточных единоборств, поклялась найти похищенного отца и отомстить похитителю.

## В ролях
| Актёр                         | Роль               | Оригинальное имя        |
| ----------------------------- | ------------------ | ----------------------- |
| Кристин Кройк                 | Чунь-Ли            | Chun-Li                 |
| Нил Макдонаф                  | М. Байсон          | M. Bison                |
| Крис Клейн                    | Чарли              | Charlie Nash            |
| Майкл Кларк Дункан            | Балрог             | Balrog                  |
| Хайме Луис Гомес (Taboo)      | Вега               | Vega                    |
| Робин Шу                      | Ген                | Gen                     |
| Елизавета Кирюхина (Liza Kei) | Роуз               | Rose                    |
| Мун Бладгуд                   | Детектив Майя Сани | Detective Maya Sunee    |
| Эдмунд Чэнь                   | Хуан, отец Чунь-Ли | Huang, Chun-Li’s Father |

## Места съёмок
- Бангкок, Таиланд
- Гонконг, Китай
- Ванкувер, Британская Колумбия, Канада
- Рино, Невада, США
- Хирлонг, Калифорния, США